# هارلان إليسون
هارلان إليسون (بالإنجليزية: Harlan Ellison)‏ (و. 1934 – 2018 م) هو كاتب سيناريو، وروائي، وكاتب، وناقد أدبي، وكاتب خيال علمي، وصحفي، من الولايات المتحدة، ولد في كليفلاند، أوهايو، توفي في لوس أنجلوس، عن عمر يناهز 84 عاماً، بسبب توقف القلب.

## التعليم
تعلم في جامعة ولاية أوهايو.

## جوائز
حصل على جوائز منها:
- جائزة دامون نايت التدكارية من رتبة أستاذ أعظم [الإنجليزية]‏ (2006)
- جائزة هوغو لأفضل رواية قصيرة، عن عمل: نصير الساعة الأخيرة (1986)
- جائزة لوكس لأفضل قصة قصيرة  [لغات أخرى]‏، عن عمل: مع فيرجيل أودوم في القطب الشرقي (1986)
- جائزة لوكوس لأفضل رواية [الإنجليزية]‏، عن عمل: نصير الساعة الأخيرة (1986)
- جائزة لوكوس (1986)
- جائزة لوكوس (1985)
- جائزة لوكوس لأفضل رواية [الإنجليزية]‏ (1983)
- جائزة الخيال البريطانية [الإنجليزية]‏، عن عمل: جفتي هو الخامس [الإنجليزية]‏ (1979)
- جائزة لوكس لأفضل قصة قصيرة  [لغات أخرى]‏ (1979)
- جائزة لوكس لأفضل قصة قصيرة  [لغات أخرى]‏، عن عمل: جفتي هو الخامس [الإنجليزية]‏ (1978)
- جائزة هوغو لأفضل قصة قصيرة، عن عمل: جفتي هو الخامس [الإنجليزية]‏ (1978)
- جائزة جوبيتر [الإنجليزية]‏، عن عمل: جفتي هو الخامس [الإنجليزية]‏ (1977)
- جائزة نابيولا لأفضل قصة قصيرة [الإنجليزية]‏، عن عمل: جفتي هو الخامس [الإنجليزية]‏ (1977)
- جائزة هوغو لأفضل عمل درامي، عن عمل: فتى وكلبه (1976)
- جائزة لوكس لأفضل قصة قصيرة  [لغات أخرى]‏، عن عمل: كرواتوان [الإنجليزية]‏ (1976)
- جائزة هوغو لأفضل رواية قصيرة، عن عمل: مجروفًا قبالة جزر لانغرهانس [الإنجليزية]‏ (1975)
- جائزة لوكوس لأفضل رواية [الإنجليزية]‏، عن عمل: مجروفًا قبالة جزر لانغرهانس [الإنجليزية]‏ (1975)
- جائزة لوكس لأفضل قصة قصيرة  [لغات أخرى]‏، عن عمل: طائر الموت [الإنجليزية]‏ (1974)
- جائزة هوغو لأفضل رواية قصيرة، عن عمل: طائر الموت [الإنجليزية]‏ (1974)
- جائزة لوكوس، عن عمل: رؤى خطرة مرة أخرى [الإنجليزية]‏ (1973)
- جائزة لوكس لأفضل قصة قصيرة  [لغات أخرى]‏ (1973)
- جائزة جوبيتر [الإنجليزية]‏، عن عمل: طائر الموت [الإنجليزية]‏ (1973)
- جائزة هوغو، عن عمل: رؤى خطرة مرة أخرى [الإنجليزية]‏ (1972)
- جائزة لوكس لأفضل قصة قصيرة  [لغات أخرى]‏ (1971)
- جائزة نابيولا لأفضل رواية [الإنجليزية]‏، عن عمل: فتى وكلبه [الإنجليزية]‏ (1969)
- جائزة هوغو لأفضل قصة قصيرة، عن عمل: الوحش الذي صرخ بالحب في قلب العالم [الإنجليزية]‏ (1969)
- جائزة هوغو لأفضل قصة قصيرة، عن عمل: قصة ليس لي فم وعليَّ الصراخ (1968)
- جائزة هوغو لأفضل عمل درامي، عن عمل: المدينة على تخوم الأبد [الإنجليزية]‏ (1968)
- جائزة هوغو، عن عمل: رؤى خطرة [الإنجليزية]‏ (1968)
- جائزة هوغو لأفضل قصة قصيرة، عن عمل: "توبي، أيتها المهرجة!" هكذا قال رجل التكتكة [الإنجليزية]‏ (1966)
- جائزة نابيولا لأفضل قصة قصيرة [الإنجليزية]‏، عن عمل: "توبي، أيتها المهرجة!" هكذا قال رجل التكتكة [الإنجليزية]‏ (1965)
- جائزة إدغار
- جائزة بروميثيوس - قاعة المشاهير  [لغات أخرى]‏
- جائزة نقابة الكتاب الأمريكية.

## وصلات خارجية
- هارلان إليسون على موقع IMDb (الإنجليزية)
- هارلان إليسون على موقع الموسوعة البريطانية (الإنجليزية)
- هارلان إليسون على موقع روتن توميتوز (الإنجليزية)
- هارلان إليسون على موقع روتن توميتوز (الإنجليزية)
- هارلان إليسون على موقع ميوزك برينز (الإنجليزية)
- هارلان إليسون على موقع أول موفي (الإنجليزية)
- هارلان إليسون على موقع إن إن دي بي (الإنجليزية)
- هارلان إليسون على موقع ديسكوغز (الإنجليزية)
- هارلان إليسون على موقع قاعدة بيانات الفيلم (الإنجليزية)